# Dong Biwu
Dong Biwu, född 5 mars 1886 i Hong'an i Hubei, död 2 april 1975 i Peking, var en kinesisk kommunistisk politiker och jurist som spelade en viktig roll under Folkrepubliken Kinas första tre decennier.
Dong Biwu var delaktig i republikanska revolutionära rörelser under Qingdynastin och deltog i Xinhairevolutionen 1911. Åren 1914–1917 studerade han juridik i Japan. 1921 deltog han i grundandet av Kinas kommunistiska parti. Åren 1928–1933 studerade han vid Zhongshan-universitetet i Moskva och anslöt sig till den Kinesiska sovjetrepubliken i Jiangxi efter hemkomsten till Kina. Han deltog i den Långa marschen, under vilken kommunisterna flyttade sin bas från Jiangxi till norra Shaanxi.
Dong Biwu innehöll en rad ledande poster efter Folkrepubliken Kinas grundande och deltog i utarbetande av Folkrepubliken Kinas konstitution 1954. Han var chefsdomare för Folkets högsta domstol i Folkrepubliken Kina åren 1954–1959. Dong lyckades klara sig undan förföljelser under Kulturrevolutionen och sedan Liu Shaoqi avsatts som president 1968 var tillförordnad president för Folkrepubliken Kina fram till 1975 - mellan 1968 och 1972 delade han posten med Song Qingling.
Han var också ledamot i partiets politbyrå mellan 1945 och 1975.
- Wikimedia Commons har media som rör Dong Biwu.